# ソレックス

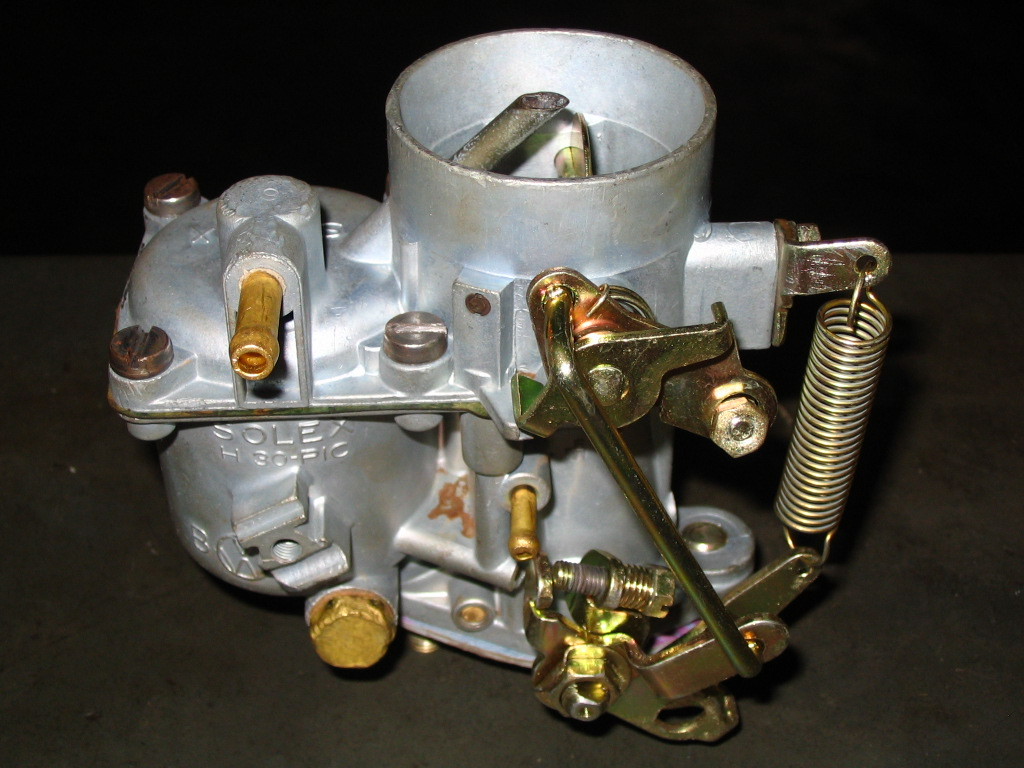
ソレックス製のキャブレター

ソレックス（Solex ）は、フランスの機械製造企業。かつてキャブレターと原動機付自転車（モペッド）「ヴェロ・ソレックス(VéloSoleX)」で知られていた。
ソレックスは、1905年にMarcel Mennesson と Maurice Goudard によってラジエーター製造企業として設立された。
第一次世界大戦後にラジエーターの製造は少なくなっていき、キャブレターの製造にシフトしていった。

## ヴェロソレックス

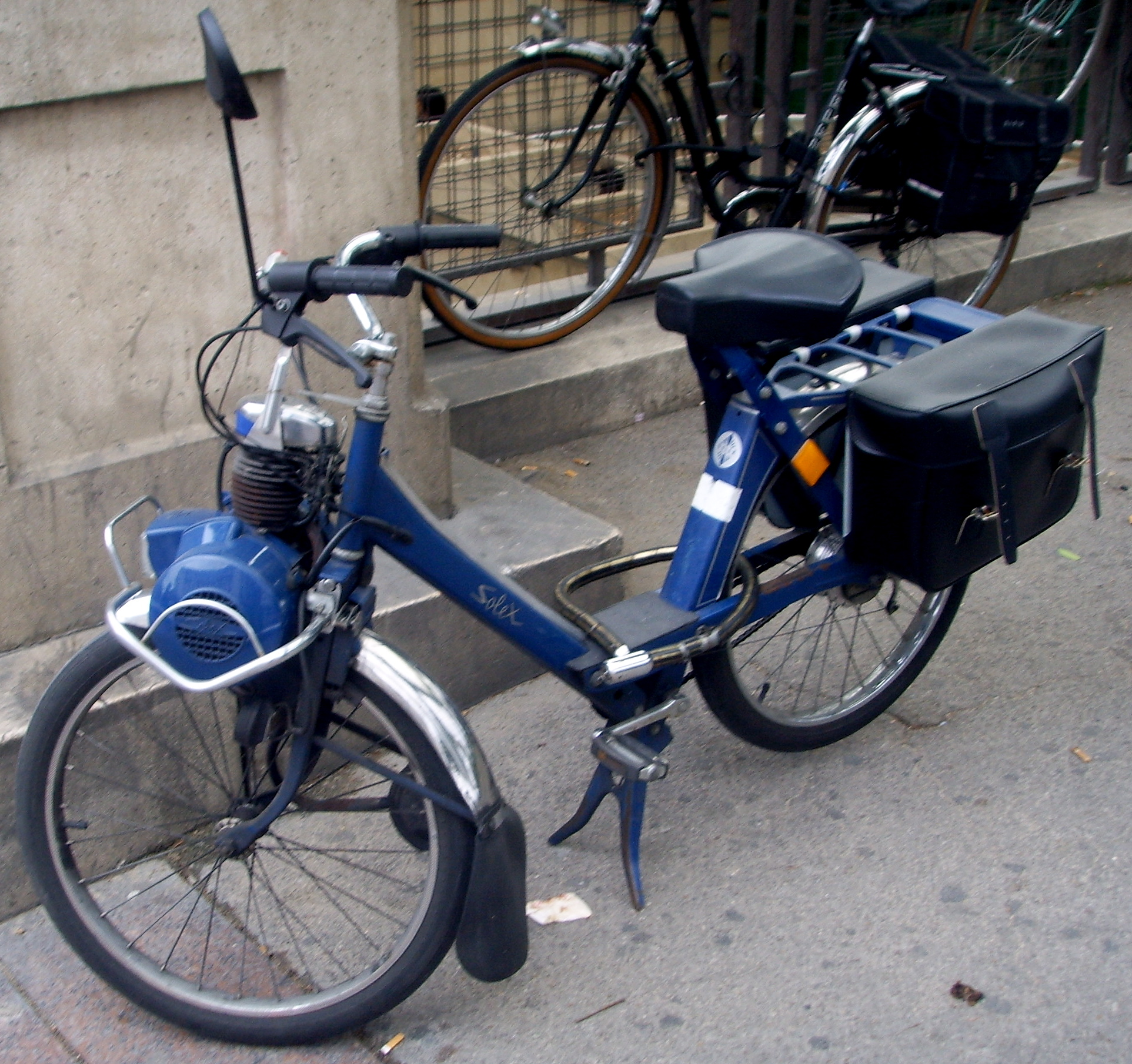
ヴェロソレックス

ヴェロソレックスはソレックス社が開発し、かつては自社でも生産を手がけていたモペッドと呼ばれるカテゴリーの原動機付自転車である。骨太のフレームを用いた自転車に原動機を組み合わせた原動機付自転車の原種とも呼べる無骨な構造とデザインにより1920年代の登場から今日に至るまで根強い人気を維持し、現在でもハンガリー国内において小規模ながらライセンス生産が継続されている。日本においても1974年からの数年間、ダイハツがノックダウン生産を行った。

### 構造
板金加工による鉄製のフレームを組み合わせた頑丈な自転車本体の前籠の部分に2ストロークエンジンを据え付け、エンジン回転を上げるに従いその遠心力でばねが伸びることによりクラッチを繋げる自動遠心クラッチと、前輪踏面に密着させたローラーを介して前輪に駆動力を伝えることで推進する構造の前輪駆動を基本構造とする。現行モデルでは車体・ホイールなど多くの部分が鉄製で、エンジンカウルや灯火類・グリップ部などが樹脂製となっている。

### 操作方法
本モペッドは現代の乗り物としては構造が特殊ゆえ、使用する上でいくつかの特別な操作を必要とする。ここでは本モペッドへの理解を深めるため操作方法について特に解説する。
- まず通常の自転車として使用する場合においては特別な概念は必要なく、一般的な自転車と同等に扱って差し支え無い。
- 自転車から原動機付自転車へと切り替える際は、まず停車状態でエンジン前半分の重さを支えるフックからレバーを外し、エンジンを垂れ下げることでエンジン下部に搭載されているローラーを前輪踏面へと密着させる。この時点で前輪は固定されるのでペダルを漕いでも発進することはできない。
- エンジンの点火方法は押しがけである。右側ハンドルの付け根に備わっているデコンプ（圧抜き）レバーを指で押し下げることでエンジンのロックが外れ前輪が動くようになるので、小走りで車体を押し、ある程度エンジンを回転させた状態でデコンプレバーから指を離せばエンジンが始動する。脚力が十分にある場合はペダルによる推進力でエンジンを始動させる漕ぎがけも構造上可能である。
- 発進・加速の操作は右側ハンドルグリップ部に備わるアクセルスイッチのオン／オフで加減する。アクセルは全開／全閉しかなく調整という概念が存在しない。グリップを左に捻ればオン、右側に戻せばオフであるが、現代の二輪車のようにグリップは自動ではオフの位置には戻らないので、スロットルを抜くにはグリップを操縦者自身の手で元の位置に戻す必要がある。またアクセル全開に固定された状態でもブレーキレバーを強く握ればアクセルが閉じる構造となっているので、急停車する必要がある場合においてはアクセルスイッチを手動で戻す操作は必要ない。
- エンジンのみでの加速のスピードはとても緩やかなので、アクセルオンと同時に操縦者がペダルを漕ぐことで加速を僅かに良くすることができる。またこの操作はローラーと前輪の磨耗を抑制するという面においても有効である。
- エンジンを停止する場合は単にデコンプレバーを押し下げるだけで良い。ただし僅かにアクセルをふかした状態でデコンプレバーを押し下げることでエンジン停止時に時折発生するカクカクとした衝撃を抑えることができる。

### 短所
本モペッドは登場時の設計から基本的な部分の改良はされておらず、それ故に現代の原動機自転車と比較することで多くの短所を発見することができるが、技術の発展の経緯を辿る観点などからそれらの短所を魅力と捕らえることも可能であることから、本モペッドにおいては長所と短所が表裏一体と見ることができる。
- 自転車として使用する場合、車体重量が28kgと重く、それに合わせてペダルと後輪の歯車比も高くとってあるので、ペダルも重くスピードも遅い。ペダル駆動による平坦道路での最高速度はおおむね20km/hである。
- 本モペッドは燃料として鉱物性2ストローク用エンジンオイル3%含有の混合燃料を使用する（鉱物性であることは必須ではないが2ストローク用であることは必須である）。そのため給油を要する場合はエンジンオイルと計量キャップの携帯を怠ることができない。ただしこれは一定の走行距離ごとのエンジンオイルの交換を必要としないというメリットと同義である。
- 燃料タンク容量は1.4l、燃費は70km/lであるので、実際に1回の給油で走行できる距離はおおむね90kmである。
- エンジン駆動による平坦道路での最高速度は35km/h前後であり、風向・風量に大きく影響される。また支障なく登れる傾斜はおおむね4%が上限であり、急な坂はローラーが滑って登ることができない。ただし人力でペダルを漕ぐことで前後二輪駆動となり、比較的軽い負荷で安定した登坂が可能になる。
- 車体を構成する部品のほとんどが独自の規格のものであり、既製品で代用することが困難である。

## e-SOLEX

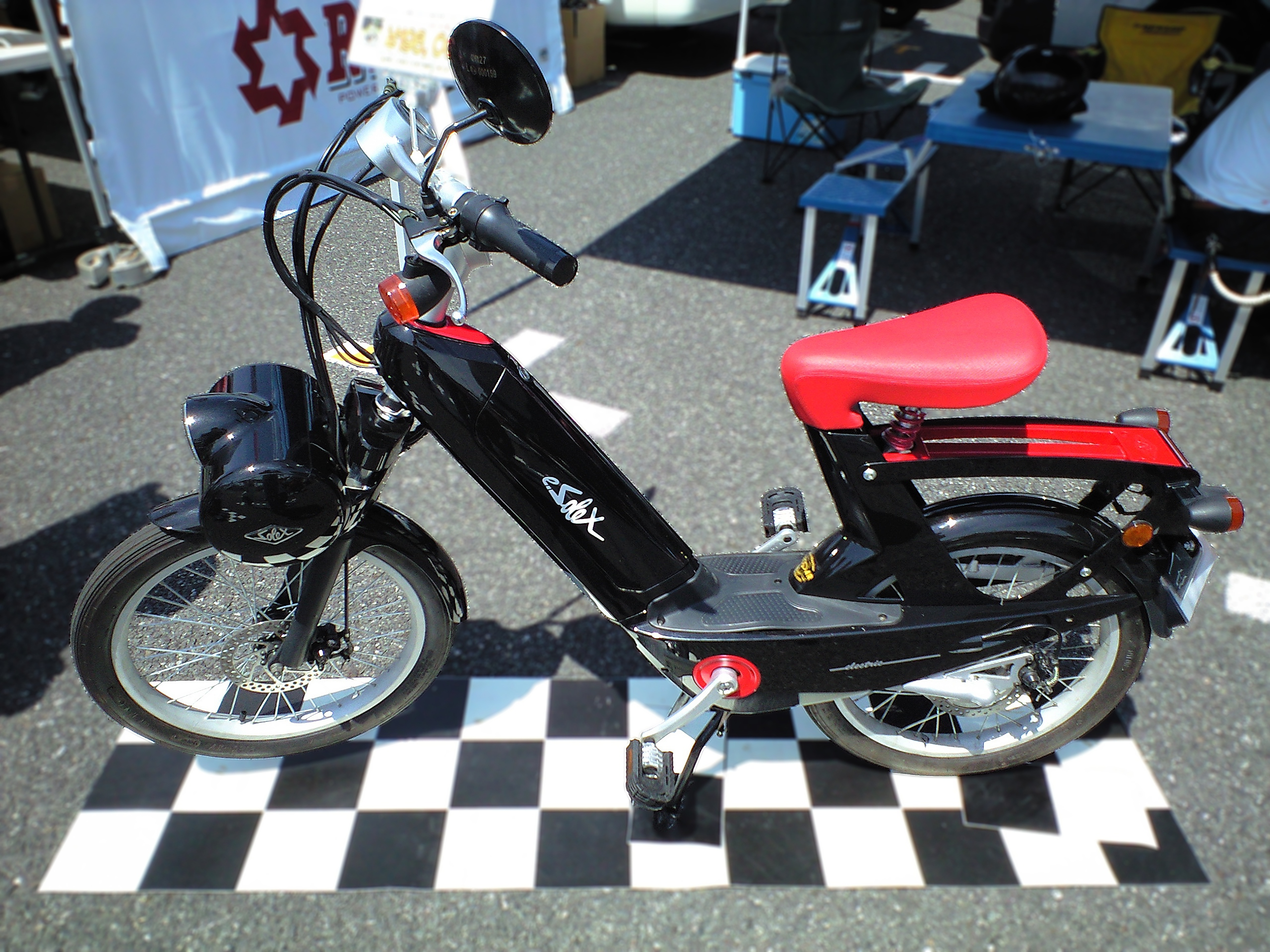
e-SOLEX

e-SOLEX（イーソレックス）は、近年復活したソレックスにより製造された電動モペッドで、定格出力400Wの電動機を搭載しており、日本では原動機付自転車の扱いとなる。